# Governo Rumas
Il governo Rumas è stato il nono governo della Bielorussia. Ha mantenuto il potere per 1 anno 9 mesi e 18 giorni dal 18 Agosto 2018 al 4 giugno 2020. Il governo si è formato in seguito alle dimissioni del primo ministro Andrėj Kabjakoŭ, dopo le accuse lanciate dal presidente Aljaksandr Lukašėnka. Il quale ha criticato l'allora consiglio dei ministri per l'atteggiamento “indifferente” dei funzionari rispetto alle sue istruzioni e per la corruzione nel settore sanitario. Così Lukašėnka ha nominato come primo ministro il capo della Banca per lo sviluppo Siarhiej Rumas.

## Composizione
Indipendenti
     PC
| Carica                                                        | Titolare | Titolare | Titolare                | Partito politico | Partito politico |
| ------------------------------------------------------------- | -------- | -------- | ----------------------- | ---------------- | ---------------- |
| Primo ministro                                                |          |          | Siarhiej Rumas          | Indipendente     |                  |
| Vice-primo ministro della Bielorussia                         |          |          | Dmitri Nikolaevich      | Indipendente     |                  |
| Ministro della regolamentazione antitrust e del commercio     |          |          | Vladimir Vasilievich    | Indipendente     |                  |
| Ministro dell'architettura e dell'edilizia                    |          |          | Dmitry Mikhailovich     | Indipendente     |                  |
| Ministro degli interni                                        |          |          | Yuri Khadzhimuratovich  | Indipendente     |                  |
| Ministro dell'edilizia abitativa e dei servizi comunali       |          |          | Genadz' Trubila         | Indipendente     |                  |
| Ministero della Salute                                        |          |          | Vladimir Stepanovich    | Indipendente     |                  |
| Ministero degli esteri                                        |          |          | Vladimir Vladimirovich  | Indipendente     |                  |
| Ministero dell'informazione                                   |          |          | Alexander Nikolaevich   | Indipendente     |                  |
| Ministero della cultura                                       |          |          | Yuri Pavlovich          | Indipendente     |                  |
| Ministero delle politiche forestali                           |          |          | Vitaly Alexandrovich    | Indipendente     |                  |
| Ministro della difesa                                         |          |          | Viktor Gennadievich     | Indipendente     |                  |
| Ministro dell'istruzione                                      |          |          | Igor Vasilievich        | Comunista        |                  |
| Ministero delle tasse e dazi doganali                         |          |          | Sjarhej Nalivajka       | Comunista        |                  |
| Ministro per le situazioni di emergenza                       |          |          | Vladimir Aleksandrovich | Indipendente     |                  |
| Ministro dell'Industria                                       |          |          | Pavel Vladimirovich     | Indipendente     |                  |
| Ministro delle risorse naturali e della protezione ambientale |          |          | Andrėj Chudyk           | Indipendente     |                  |
| Ministro delle Comunicazioni e dell'Informatizzazione         |          |          | Kanstancin Šul'han      | Indipendente     |                  |
| Ministro dei trasporti e delle comunicazioni                  |          |          | Aljaksej Ljachnovіč     | Indipendente     |                  |
| Ministero del lavoro e della Protezione sociale               |          |          | Iryna Kascevič          | Indipendente     |                  |
| Ministro dello Sport e del Turismo                            |          |          | Sjarhej Kaval'čuk       | Indipendente     |                  |
| Ministero delle finanze                                       |          |          | Juryj Selіverstaŭ       | Indipendente     |                  |
| Ministero dell'economia                                       |          |          | Aljaksandr Čarvjakov    | Indipendente     |                  |
| Ministero dell'energia                                        |          |          | Viktar Karankevič       | Indipendente     |                  |
| Ministero della Giustizia                                     |          |          | Oleg Slizhevskij        | Indipendente     |                  |

## Situazione parlamentare
La seguente legenda indica le posizioni dei partiti al momento del giuramento del governo: 
| Camera | Collocazione | Partiti                             | Seggi     |
| Camera |              |                                     |           |
| ------ | ------------ | ----------------------------------- | --------- |
| Camera | Maggioranza  | N-I (94), PC (8)                    | 102 / 110 |
| Camera | Opposizione  | PRLG (3), PPB (3), PDL (1), PCU (1) | 8 / 110   |